# Monika Santa Maria
Monika Marlena Ng Santa Maria (Manila, 13 luglio 1991) è una modella filippina, seconda classificata della terza edizione del talent show Asia's Next Top Model, vinta dall'indonesiana Ayu Gani.

## Biografia
Nata da madre filippina e padre malese, Sta. Maria è cresciuta nelle Filippine.
Dopo la scuola dell'obbligo, si è laureata in Psicologia all'Università De La Salle di Manila, dove ha fatto anche parte della squadra femminile ufficiale di pallavolo dell'istituto, le Lady Spikers.

## Asia's Next Top Model
Prima della partecipazione alla terza edizione di Asia's Next Top Model, Santa Maria era già apparsa in riviste locali quali Metro, Mega e Circuit, vincendo anche il concorso Century Superbod nel 2012. Tentò l'audizione per la seconda edizione di Asia's Next Top Model, tuttavia fu rifiutata ed ottenne la partecipazione solo nell'anno successivo, con la terza edizione. Durante il programma, la modella ha ottenuto in totale quattro migliori foto della settimana, superando le altre concorrenti.

## Carriera post-Asia's Next Top Model
Dopo la partecipazione al programma, la modella è stata ospite di diversi programmi filippini del canale GMA Network, quali Unang Hirit, Taste Buddies, The Ryzza Mae Show e Fox Sports Philippines The Goat, e di Glam TV in Malaysia. Avendo vinto il ruoto di portavoce del marchio automobilistico Subaru in Asia durante la partecipazione al programma, ha partecipato a campagne pubblicitarie del brand. Inoltre, è stata fotografata per le copertine delle riviste Circuit, Women's Health Malesia e Style WEEKEND del Manila Bulletin. Ha ottenuto ruoli come portavoce per le campagne pubblicitarie dei marchi Close-Up e Oppo Digital.
Nel 2016, ha gareggiato contro l'altra ex-concorrente della terza edizione di Asia's Next Top Model Aimee Cheng-Bradshaw nel programma Style and the City del canale Star World. Inoltre, è apparsa come ospite nella quarta edizione di Asia's Next Top Model per un photoshoot per il marchio automobilistico Subaru. Nello stesso anno, ha partecipato ad una campagna pubblicitaria, con photoshoot e passerelle, per il marchio di prodotti professionali per capelli TRESemmé.
Nel 2017, ha firmato un contratto con l'agenzia per modelli filippina Mercator Manila, sotto il manager Jonas Gaffud. A maggio dello stesso anno, è di nuovo apparsa come ospite nella quinta edizione di Asia's Next Top Model. Ha partecipato a campagne pubblicitarie nelle Filippine e in Malesia per L'Oréal Paris e Nivea, ed ha sfilato alla settimana della moda di New York per il marchio Namilia.